# Дискографія Rescene
Дискографія південнокорейського жіночого гурту Rescene складається з двох мініальбомів, двох сингл-альбомів, трьох синглів та двох саундтреків.

## Мініальбоми
| Назва      | Деталі                                                                                              | Пікові позиції у чартах | Продажі                |
| Назва      | Деталі                                                                                              | KOR                     | Продажі                |
| ---------- | --------------------------------------------------------------------------------------------------- | ----------------------- | ---------------------- |
| Scenedrome | - Реліз: 27 серпня 2024 - Лейбл: The Muze Entertaiment - Формат: CD, цифрове завантаження, стримінг | 12                      | Південна Корея: 31 205 |
| Glow Up    | - Реліз: 5 лютого 2024 - Лейбл: The Muze Entertaiment - Формат: CD, цифрове завантаження, стримінг  | 10                      | Південна Корея: 15 612 |

## Сингл-альбоми
| Назва    | Деталі                                                                                               | Пікові позиції у чартах | Продажі                |
| Назва    | Деталі                                                                                               | KOR                     | Продажі                |
| -------- | --- | ----------------------- | ---------------------- |
| Re:Scene | - Реліз: 26 березня 2024 - Лейбл: The Muze Entertaiment - Формат: CD, цифрове завантаження, стримінг | 15                      | Південна Корея: 33 627 |
| Dearest  | - Реліз: 26 березня 2024 - Лейбл: The Muze Entertaiment - Формат: CD, цифрове завантаження, стримінг | 8                       | Південна Корея: 58 260 |

## Сингли
| «YoYo»                                                                      | 2024 | —  | Re:Scene          |
| «UhUh»                                                                      | 2024 | —  | Re:Scene          |
| «YoYo» (Japanese Version)                                                   | 2024 | —  | Сингл без альбому |
| «Love Attack»                                                               | 2024 | 62 | Scenedrome        |
| «UhUh» (Japanese Version)                                                   | 2024 | —  | Сингл без альбому |
| «Glow Up»                                                                   | 2025 | —  | Glow Up           |
| «Glow Up» (English Version)                                                 | 2025 | —  | Сингл без альбому |
| «Deja Vu»                                                                   | 2025 | —  | Dearest           |
| «—» релізи, що не потрапили у чарти або не виходили у відповідних регіонах. |      |    |                   |

## Саундтреки
| «Counting Star»                                                             | 2024 | — | Counting Star (The Magic Star X Rescene)                       |
| «BamBamBam» (밤밤밤)                                                        | 2025 | — | The First Night With the Duke (Original Television Soundtrack) |
| «—» релізи, що не потрапили у чарти або не виходили у відповідних регіонах. |      |   |                                                                |

## Виноски
1. ↑  Пісня «UhUh» не потрапила до Цифрового чарту Circle, але зайняла позицію 170 у Чарті завантажень музики Circle[8].
2. ↑  Пісня «Glow Up» не потрапила до Цифрового чарту Circle, але зайняла позицію 25 у Чарті завантажень музики Circle[9].
3. ↑  Пісня «Deja Vu» не потрапила до Цифрового чарту Circle, але зайняла позицію 30 у Чарті завантажень музики Circle[10].
4. ↑  Пісня «BamBamBam» не потрапила до Цифрового чарту Circle, але зайняла позиції 51 та 130 у Чарті фонової музики (BGM) Circle та Чарті завантажень музики Circle відповідно[11][12].